# Selodono
Selodono is een bestuurslaag in het regentschap Kediri van de provincie Oost-Java, Indonesië. Selodono telt 6310 inwoners (volkstelling 2010).